# Cataglyphis kurdistanicus
Cataglyphis kurdistanicus é uma espécie de inseto do gênero Cataglyphis, pertencente à família Formicidae.